# Tamla Kari
Tamla Kari (* 27. Juli 1988 in Coventry, West Midlands, England) ist eine britische Schauspielerin.

## Leben
Während Tamla Kari noch ihre Schauspielausbildung auf der London Drama School absolvierte, bewarb sie sich für eine Gastrolle im Film Sex on the Beach. Da sie eine der Hauptrollen bekam, machte sie eine Pause von ihrer Schauspielausbildung und setzte diese nach Drehabschluss weiter fort. Die Ausbildung schloss sie gemeinsam mit dem Schauspieler Damien Molony ab. Neben diesem war sie 2012 in zwei Folgen von Being Human zu sehen. In der Fernsehserie Cuckoo spielte sie die 19-jährige Rachel, die ein Auslandsjahr in Thailand macht. Von 2014 bis 2016 war sie in der Hauptrolle der Constance Bonacieux in der Fernsehserie The Musketeers zu sehen. 2014 trat sie in dem Theaterstück Versailles im Donmar Warehouse auf.

## Filmografie
- 2011: Sex on the Beach (The Inbetweeners Movie)
- 2012: Being Human (Fernsehserie, 2 Episoden)
- 2012: Silk – Roben aus Seide (Silk, Fernsehserie, eine Episode)
- 2012: Cuckoo (Fernsehserie, 6 Episoden)
- 2013: The Job Lot (Fernsehserie, 6 Episoden)
- 2014: Sex on the Beach 2 (The Inbetweeners 2)
- 2014–2016: Die Musketiere (The Musketeers, Fernsehserie, 26 Episoden)
- 2018: Call the Midwife – Ruf des Lebens (Call the Midwife, Fernsehserie, Episode 7x01)
- 2018: Vera – Ein ganz spezieller Fall (Vera, Episode 8x01)
- 2019: Hard, Cracked the Wind (Kurzfilm)
- 2019: The Cure (Fernsehfilm)
- 2020: The First Team (Fernsehserie)
- 2022: Shakespeare & Hathaway – Private Investigators (Fernsehserie, Episode 4x03)
- 2022: Die Ipcress-Datei (The Ipcress File, Fernsehserie, 6 Episoden)